# Ingatlan-értékbecslő
Az ingatlan-értékbecslő az  értékbecslői szerződésben rá bízott ingatlan adott időintervallumban értelmezett értékét állapítja meg, különböző matematikai és statisztikai módszereken alapuló becslésekkel, díjazás ellenében. Az időintervallumot érvényes szerződés köti ki, rendszerint egy-két hónap a becsült érték „szavatossága”.
Ingatlan-értékbecslést Magyarországon csak az az OKJ-tanfolyamot végzett, érvényes oklevéllel rendelkező értékbecslő végezhet, aki a Hivatalos Ingatlanközvetítői Névjegyzékben szerepel, melyet a Megyei Önkormányzatok vezetnek.

## A becslés módszerei
- Összehasonlító értékelés: összehasonlítja a környezetben realizált tényleges eladási árakat, ezeket elemezve jut el a hozzávetőleges értékhez.
- Hozamalapú értékelés: ha valaki jövedelemtermelő befektetésként vásárolja, az ingatlannak több profitot kell hoznia, mint az aktuális inflációval csökkentett banki kamat. (Ilyen módszer  szerint a raktárak, éttermek, üzemek, szállodák, üzletek, egyéb, jövedelemtermelő ingatlanok értékét állapítják meg)
- Újraelőállítási költség alapú értékbecslés: kiszámítja, hogy az adott ingatlant mennyiből lehetne újonnan felépíteni. Az épület értékbecslési időbeni állapotát összehasonlítva az új állapottal, kialakítva az aránypárt, megállapítja, mennyi az aktuális érték. Ilyet káresetek, bűnügyek, készültségi fokok megállapításánál szoktak a szakemberek elvégezni.

Ezen három módszer ideális esetben kis szórást mutat, ami erősíti az értékelést. Általában a legeredményesebb módszer a piaci érték megállapítása.
Az értékbecslések módszereit rendszerint a befogadó bankok és hitelintézetek kötik ki (azaz akik a kért összeget folyósítják). A végső, becsült érték rendszerint a kikötött három (vagy több) módszer átlaga (az egyes ingatlantípusok sajátosságai alapján választják ki a becslési módszereket).
Bevett gyakorlat a becslési dokumentáció két példányban való elkészítése, melyből egy a folyósító intézethez kerül, egy pedig a becslő cégnél marad. A becsült ingatlan tulajdonosa csak kérés esetén kap saját példányt.

## Külső hivatkozások
a Hivatalos Ingatlanközvetítői Névjegyzék nem nyilvános, illetve bizonyos okokból csak részben elérhető, de önkéntes alapon az interneten azok az ingatlanos szakemberek, akik adataikat nyilvánosságra hozzák, a ingatlankozvetitoi.nevjegyzek.eu Archiválva 2012. április 11-i dátummal a Wayback Machine-ben portálon megtalálhatók. Ide csak azok kerülhetnek fel, akik az ingatlanvállalkozás-felügyeleti hatóságok (régebben megyei jogú önkormányzatok) regisztrációjával rendelkeznek, azt kitakarás nélkül digitális módon átadják